# Norgesmesterskapet 1907
La Norgesmesterskapet 1907 di calcio fu la 6ª edizione del torneo. Terminò il 22 settembre 1907, con la vittoria del Mercantile sul Sarpsborg per 3-0. Fu il primo titolo nella storia del club.

## Risultati

### Semifinale
| Squadra 1 | Risultato | Squadra 2  |
| --------- | --------- | ---------- |
| Odd       | 0 – 1     | Mercantile |
| Sarpsborg | ? – ?     | Eidsvold   |

### Finale
| Arbitro: | Kahrs |

|                                  |           |  |
| Bøhn 14’ Gjølme 65’ Endrerud 88’ | Marcatori |  |

#### Formazioni
| Mercantile (2-3-5) |  |                      |
|                    |  |                      |
| POR                |  | Sverre Lie           |
| DIF                |  | Macken Aas           |
| DIF                |  | Einar Friis Baastad  |
| CEN                |  | Wilhelm Brekke       |
| CEN                |  | Sverre Erichsen      |
| CEN                |  | Harald Johansen      |
| ATT                |  | Oscar Gundersen      |
| ATT                |  | Hans Endrerud        |
| ATT                |  | Carl Frølich-Hanssen |
| ATT                |  | Minotti Bøhn         |
| ATT                |  | Andreas Gjølme       |